# Октябрьский район (Еврейская автономная область)
Октя́брьский райо́н — административно-территориальная единица (район) и муниципальное образование (муниципальный район) в Еврейской автономной области России.
Административный центр — село Амурзет.

## География
Район расположен на левом берегу Амура в южной части области. На юге и западе по Амуру граничит с КНР, на севере — с Облученским, на востоке — с Ленинским районами ЕАО. Площадь территории — 6,4 тыс. км².

## История
20 июля 1934 года ВЦИК постановил «образовать в составе автономной Еврейской национальной области Сталинский район с центром в селении Сталинск (быв. Сталинфельд)».
В 1961 году Сталинский район переименован в Амурский район.
18 февраля 1963 года Амурский район переименован в Октябрьский район.

## Население
| 1935    | 1939    | 1959    | 1970    | 1979    | 1989    | 1992    |
| ------- | ------- | ------- | ------- | ------- | ------- | ------- |
| 6736    | ↗7153   | ↗9486   | ↗11 247 | ↗12 391 | ↗15 599 | ↗16 900 |
| 1998    | 2002    | 2009    | 2010    | 2011    | 2012    | 2013    |
| ↘15 700 | ↘13 095 | ↘12 896 | ↘11 354 | ↘11 246 | ↘10 842 | ↘10 734 |
| 2014    | 2015    | 2016    | 2017    | 2018    | 2019    | 2020    |
| ↘10 549 | ↘10 289 | ↘10 066 | ↘9946   | ↘9708   | ↘9552   | ↘9430   |
| 2021    | 2023    |         |         |         |         |         |
| ↘7845   | ↘7610   |         |         |         |         |         |

## Территориально-муниципальное устройство
В состав района входят три муниципальных образования:
В Октябрьском районе 15 населённых пунктов в составе 3 сельских поселений:
| № | Сельские поселения             | Административный центр | Количество населённых пунктов | Население | Площадь, км2 |
| - | ------------------------------ | ---------------------- | ----------------------------- | --------- | ------------ |
| 1 | Амурзетское сельское поселение | село Амурзет           | 6                             | 5558      | 1780,00      |
| 2 | Нагибовское сельское поселение | село Благословенное    | 5                             | 1208      | 691,00       |
| 3 | Полевское сельское поселение   | село Полевое           | 4                             | 844       | 3968,68      |

Населённые пункты
В сносках к названию населённого пункта указана муниципальная принадлежность

| Амурзет              | ↘3953 |
| Екатерино-Никольское | ↘1715 |
| Благословенное       | ↘869  |
| Пузино               | ↘729  |
| Полевое              | ↘691  |

| Нагибово  | ↘534 |
| Самара    | ↘369 |
| Садовое   | ↘339 |
| Столбовое | ↘304 |
| Озёрное   | ↘211 |

| Луговое   | ↘201 |
| Доброе    | ↘158 |
| Ручейки   | ↘146 |
| Союзное   | ↘37  |
| Помпеевка | →0   |

## Экономика
Благоприятные климатические и природные условия определяют сельскохозяйственную направленность экономики района, которое специализируется на производстве сои, картофеля, зерновых культур, овощей.

## Транспорт
Автодорога Р455 Биробиджан—Ленинское и Р456 Бирофельд—Амурзет связывает областной центр с населёнными пунктами района и пунктом пропуска «Амурзет» на реке Амур напротив китайского поселка Миншань.